# 東石北回歸線地標
東石北回歸線地標。是中華民國第五座北迴歸線地標。位於嘉義縣東石鄉東石村。因為立處北回歸線，代表交於副熱帶，與熱帶。是一個由兩個氣候相交的地標，因其特殊的設計，許多新人也喜好來此。

## 相關活動
幸福一線牽 千人牽手活動

## 周邊
- 東石漁人碼頭
- 東石休閒產業魚貿展示中心
- 東石漁港
- 東石漁人碼頭蚵殼館
- 彩霞大道
- 海巡訓練所